# Gaius Minicius Fundanus

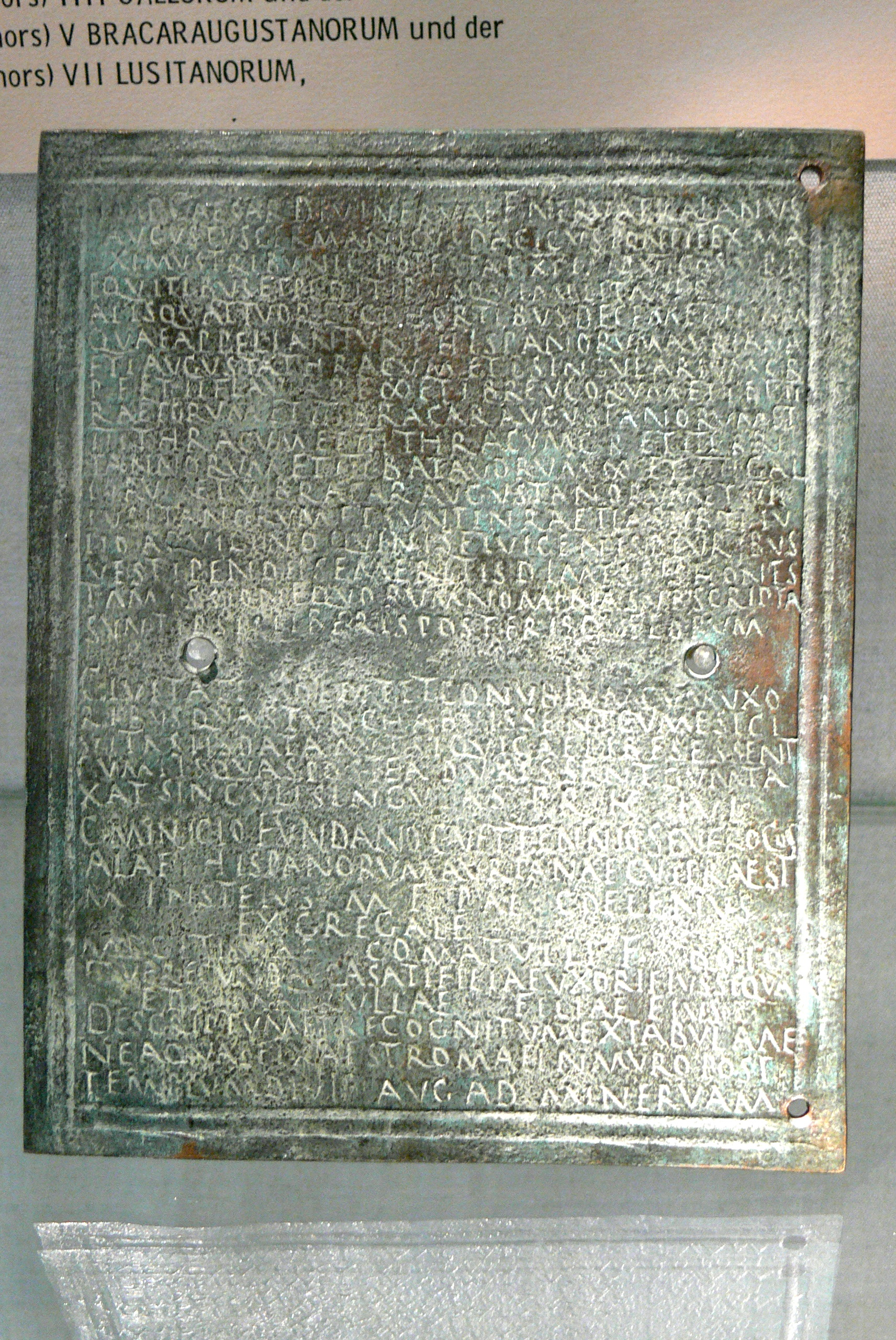
Das Militärdiplom von 107 n. Chr.

Gaius Minicius Fundanus (vollständige Namensform Gaius Minicius Luci filius Papiria Fundanus) war ein im 1. und 2. Jahrhundert n. Chr. lebender römischer Politiker.
Die Anfänge der Laufbahn von Fundanus lassen sich durch eine unvollständig erhaltene Inschrift, die in Dalmatien gefunden wurde, wie folgt rekonstruieren. Seine erste bekannte Position war VIIvir epulonum. Danach leistete er um 90 seinen Militärdienst als Tribunus militum in der Legio XII Fulminata, die ihr Hauptlager in Melitene in der Provinz Cappadocia hatte. Im Anschluss war er Quaestor, Tribunus plebis und Praetor.
Von der darauf folgenden praetorischen Karriere ist anhand der Inschrift nur eine Position mit Sicherheit zu erschließen: die des Kommandeurs (Legatus legionis) der Legio XV Apollinaris, die ihr Hauptlager in Carnuntum in der Provinz Pannonia superior hatte. Möglicherweise wurde er danach noch curator viae Appiae und übernahm im Anschluss die Verwaltung des Aerarium Saturni.
Durch ein Militärdiplom, das auf den 30. Juni 107 datiert ist sowie durch zwei Inschriften, ist belegt, dass Fundanus 107 zusammen mit Gaius Vettennius Severus Suffektkonsul war. Von seiner weiteren Laufbahn ist danach nur noch die Statthalterschaft (Proconsul) in der Provinz Asia bekannt; er dürfte dieses Amt vermutlich um 122/123 ausgeübt haben.
Fundanus war mit Plinius und Plutarch befreundet. Plinius versprach ihm in einem seiner Briefe (Ep. IV, 15) den ordentlichen Konsulat für das Jahr 106. In Plutarchs Schrift de cohibenda ira ist er einer der Protagonisten.
Er war in der Tribus Papiria eingeschrieben und stammte daher möglicherweise aus Ticinum. Seine Ehefrau war vermutlich Statoria Marcella, die durch eine Inschrift auf einem Grab in Rom belegt ist. Seine Tochter Minicia Marcella starb im Alter von nicht ganz 13 Jahren; ihre Grabinschrift wurde zusammen mit der Inschrift von Statoria Marcella gefunden. Minicius' Lehrer war Musonius Rufus, dessen philosophischer Einfluss vermutlich auch dafür verantwortlich war, dass Minucius seine Töchter gründlicher erziehen und bilden ließ, als es für die meisten Mädchen der Antike üblich war.